# Staffeliet
Staffeliet el. Maleren (Pictor) er et stjernebillede på den sydlige himmelkugle.